# Shrek The Musical
Shrek The Musical è un musical con musica di Jeanine Tesori e testi di David Lindsay-Abaire. È basato sul film d'animazione DreamWorks Shrek del 2001 e sul libro di William Steig Shrek! del 1990.
Dopo una prima assoluta il 10 settembre 2008 a Seattle con Brian d'Arcy James e Sutton Foster, la produzione ufficiale al Broadway theatre cominciò il 14 dicembre successivo per concludersi nel gennaio 2010. Successivamente ci fu un tour negli Stati Uniti a partire dal 2010, e una produzione del West End da giugno 2011.
In Italia lo spettacolo ha debuttato nel 2012 per la regia di Ned Grujic e Claudio Insegno. Una nuova produzione Italiana è in tour dal 2024 per la regia di Graziano Galatone e design dello spettacolo di Francesco Paolo Caragiulo. 
Una versione in alta definizione della produzione di Broadway del musical è stata pubblicata in DVD, Blu-ray e download digitale il 15 ottobre 2013 in Nord America e il 2 dicembre nel Regno Unito.

## Numeri musicali

### Seattle
Atto I
- Big Bright Beautiful World – Mamma Orco, Papà Orco, Shrek
- The Line-Up – creature delle favole
- The Goodbye Song – Shrek, creature delle favole
- I Won't Let You Go – Ciuchino
- I Know It's Today – Fiona bambina, Fiona adolescente, Fiona adulta
- Welcome to Duloc/What's Up, Duloc – Lord Farquaad, ballerini di Duloc
- Travel Song – Ciuchino, Shrek
- Donkey Pot Pie – Draghessa, Ciuchino
- This is How a Dream Comes True – Fiona, Shrek, Ciuchino, Draghessa
- Who I'd Be – Shrek, Fiona, Ciuchino

Atto II
- Morning Person – Fiona, uccellino, Pifferaio, ratti
- I Think I Got You Beat – Fiona, Shrek
- The Ballad of Farquaad – Lord Farquaad, guardie
- Make a Move – Ciuchino, tre topini ciechi
- When Words Fail – Shrek
- Morning Person (reprise) – Fiona
- What Happens to Love? – Draghessa
- Freak Flag – Zenzy, Pinocchio, creature delle favole
- More To The Story – Fiona
- Big Bright Beautiful World (reprise) – Shrek
- I Smell a Happy Ending – compagnia completa

### Broadway
Atto I
- Overture – Orchestra
- Big Bright Beautiful World – Mamma Orco, Papà Orco, Shrek
- Story of My Life – Guard, Pinocchio, creature delle favole
- The Goodbye Song – Shrek, creature delle favole
- Don't Let Me Go – Ciuchino
- I Know It's Today – Fiona bambina, Fiona adolescente, Fiona adulta
- Welcome to Duloc/What's Up, Duloc? – Lord Farquaad, ballerini di Duloc
- Travel Song – Ciuchino, Shrek
- Donkey Pot Pie – Draghessa, Ciuchino
- This is How a Dream Comes True – Fiona, Shrek, Ciuchino, Draghessa
- Who I'd Be – Shrek, Fiona, Ciuchino

Atto II
- Entr'acte – Orchestra
- Morning Person – Fiona, uccellino, Pifferaio, ratti
- I Think I Got You Beat – Fiona, Shrek
- The Ballad of Farquaad – Lord Farquaad, guardie
- Make a Move – Ciuchino, tre topini ciechi
- When Words Fail – Shrek
- Morning Person (reprise) – Fiona
- Build a Wall – Shrek
- Freak Flag – Zenzy, Pinocchio, creature delle favole
- Big Bright Beautiful World (reprise) – Shrek
- This Is Our Story – Fiona, Shrek, Ciuchino, creature delle favole
- I'm a Believer – Shrek, Fiona, Ciuchino, compagnia completa

### West End
Atto I
- Overture – orchestra
- Big Bright Beautiful World – Shrek, Mamma Orco, Papà Orco, Fiona, re Harold, regina Lillian, paesani
- Story of My Life – guardia, Pinocchio, creature delle favole
- The Goodbye Song – Shrek, creature delle favole
- Don't Let Me Go – Ciuchino, Shrek
- I Know It's Today – Fiona bambina, Fiona adolescente, Fiona adulta
- Welcome to Duloc/What's Up, Duloc? – Lord Farquaad, ballerini di Duloc
- Travel Song – Ciuchino, Shrek
- Forever – Draghessa, Ciuchino, cavalieri
- This is How a Dream Comes True – Fiona, Shrek, Ciuchino, Draghessa
- Who I'd Be – Shrek, Fiona, Ciuchino

Atto II
- Entr'acte – orchestra
- Morning Person – Fiona, uccellino, Pifferaio, ratti
- I Think I Got You Beat – Fiona, Shrek
- The Ballad of Farquaad – Lord Farquaad, guardie
- Make a Move – Ciuchino, tre topini ciechi
- When Words Fail – Shrek
- Morning Person (reprise) – Fiona
- Freak Flag – Zenzy, Pinocchio, creature delle favole
- Big Bright Beautiful World (reprise) – Shrek
- This Is Our Story – Fiona, Shrek, Ciuchino, creature delle favole
- I'm a Believer – Shrek, Fiona, Ciuchino, Draghessa, compagnia completa

## Riconoscimenti

### Broadway
| Anno | Premio           | Categoria                                     | Nominato                                                 | Risultato       | Nota  |
| ---- | ---------------- | --------------------------------------------- | -------------------------------------------------------- | --------------- | ----- |
| 2009 | Tony Award       | Miglior musical                               | Miglior musical                                          | Candidato/a     | [ 4 ] |
| 2009 | Tony Award       | Miglior libretto di un musical                | David Lindsay-Abaire                                     | Candidato/a     | [ 4 ] |
| 2009 | Tony Award       | Migliore colonna sonora originale             | Jeanine Tesori (music) and David Lindsay-Abaire (lyrics) | Candidato/a     | [ 4 ] |
| 2009 | Tony Award       | Miglior attore protagonista in un musical     | Brian d'Arcy James                                       | Candidato/a     | [ 4 ] |
| 2009 | Tony Award       | Miglior attrice protagonista in un musical    | Sutton Foster                                            | Candidato/a     | [ 4 ] |
| 2009 | Tony Award       | Miglior attore non protagonista in un musical | Christopher Sieber                                       | Candidato/a     | [ 4 ] |
| 2009 | Tony Award       | Miglior orchestrazione                        | Danny Troob and John Clancy                              | Candidato/a     | [ 4 ] |
| 2009 | Tony Award       | Migliori costumi                              | Tim Hatley                                               | Vincitore/trice | [ 4 ] |
| 2009 | Drama Desk Award | Miglior musical                               | Miglior musical                                          | Candidato/a     | [ 5 ] |
| 2009 | Drama Desk Award | Miglior libretto di un musical                | David Lindsay-Abaire                                     | Candidato/a     | [ 5 ] |
| 2009 | Drama Desk Award | Miglior attore in un musical                  | Brian d'Arcy James                                       | Vincitore/trice | [ 5 ] |
| 2009 | Drama Desk Award | Miglior attore in un musical                  | Daniel Breaker                                           | Candidato/a     | [ 5 ] |
| 2009 | Drama Desk Award | Miglior attrice in un musical                 | Sutton Foster                                            | Candidato/a     | [ 5 ] |
| 2009 | Drama Desk Award | Miglior attore non protagonista in un musical | Christopher Sieber                                       | Candidato/a     | [ 5 ] |
| 2009 | Drama Desk Award | Miglior regista di un musical                 | Jason Moore                                              | Candidato/a     | [ 5 ] |
| 2009 | Drama Desk Award | Migliore musica                               | Jeanine Tesori                                           | Candidato/a     | [ 5 ] |
| 2009 | Drama Desk Award | Migliore testo                                | David Lindsay-Abaire                                     | Candidato/a     | [ 5 ] |
| 2009 | Drama Desk Award | Miglior orchestrazione                        | Danny Troob                                              | Candidato/a     | [ 5 ] |
| 2009 | Drama Desk Award | Migliore scenografia                          | Tim Hatley                                               | Vincitore/trice | [ 5 ] |
| 2009 | Drama Desk Award | Migliori costumi                              | Tim Hatley                                               | Vincitore/trice | [ 5 ] |
| 2009 | Grammy Award     | Best Musical Show Album                       | Best Musical Show Album                                  | Candidato/a     | [ 6 ] |

### West End
| Anno | Premio                  | Categoria                                                      | Nominato              | Risultato       | Nota  |
| ---- | ----------------------- | -------------------------------------------------------------- | --------------------- | --------------- | ----- |
| 2012 | Laurence Olivier Awards | Miglior nuovo musical                                          | Miglior nuovo musical | Candidato/a     | [ 7 ] |
| 2012 | Laurence Olivier Awards | Migliore attore in un musical                                  | Nigel Lindsay         | Candidato/a     | [ 7 ] |
| 2012 | Laurence Olivier Awards | Miglior performance in un ruolo non protagonista in un musical | Nigel Harman          | Vincitore/trice | [ 7 ] |
| 2012 | Laurence Olivier Awards | Migliori costumi                                               | Tim Hatley            | Candidato/a     | [ 7 ] |